# Canton d'Arcis-sur-Aube
Le canton d'Arcis-sur-Aube est une circonscription électorale française située dans le département de l'Aube et la région Grand Est.
À la suite du redécoupage cantonal de 2014, les limites territoriales du canton sont remaniées. Le nombre de communes du canton passe de 22 à 47.

## Histoire
Le canton d'Arcis-sur-Aube a été créé en 1801.
Un nouveau découpage territorial de l'Aube (département) entre en vigueur à l'occasion des élections départementales de mars 2015, défini par le décret du 21 février 2014, en application des lois du 17 mai 2013 (loi organique 2013-402 et loi 2013-403). Les conseillers départementaux sont, à compter de ces élections, élus au scrutin majoritaire binominal mixte. Les électeurs de chaque canton élisent au Conseil départemental, nouvelle appellation du Conseil général, deux membres de sexe différent, qui se présentent en binôme de candidats. Les conseillers départementaux sont élus pour six ans au scrutin binominal majoritaire à deux tours, l'accès au second tour nécessitant 12,5 % des inscrits au premier tour. En outre la totalité des conseillers départementaux est renouvelée. Ce nouveau mode de scrutin nécessite un redécoupage des cantons dont le nombre est divisé par deux avec arrondi à l'unité impaire supérieure si ce nombre n'est pas entier impair, assorti de conditions de seuils minimaux. Dans l'Aube, le nombre de cantons passe ainsi de 33 à 17. Le nombre de communes du canton d'Arcis-sur-Aube passe de 22 à 47.
Le nouveau canton d'Arcis-sur-Aube est formé de communes des anciens cantons d'Arcis-sur-Aube (22 communes), de Ramerupt (24 communes) et de Piney (1 commune). Le canton est entièrement inclus dans l'arrondissement de Troyes. Le bureau centralisateur est situé à Arcis-sur-Aube.

## Géographie
Ce canton est organisé autour d'Arcis-sur-Aube dans l'arrondissement de Troyes. Son altitude varie de 105 m (Voué) à 181 m (Voué) pour une altitude moyenne de 112 m.

## Représentation

### Conseillers d'arrondissement (de 1833 à 1940)
Le canton d'Arcis avait deux conseillers d'arrondissement jusqu'en 1926.
Il appartenait à l'arrondissement d'Arcis-sur-Aube jusqu'en 1926, date de sa disparition.
| Période                                  | Période          | Identité                                   | Étiquette   | Qualité |
| ---------------------------------------- | ---------------- | ------------------------------------------ | ----------- | --- |
| 1833                                     | 1848             | Charles Barthélemy Girardin                |             | Notaire, maire d'Arcis-sur-Aube                                                                             |
| 1833                                     | 1839             | Nicolas Isidore Lasnier-Ludot (1784-1840)  |             | Marchand de grains à Arcis-sur-Aube                                                                         |
| 1839                                     | 1845             | M. Petit                                   |             | Ancien notaire à Arcis-sur-Aube                                                                             |
| 1845                                     | 1848             | François Charles Carlet-Hubert (1808-1867) |             | Substitut du Procureur du Roi au Tribunal civil d'Arcis-sur-Aube                                            |
|                                          |                  |                                            |             | |
| 1878                                     | 1884 (démission) | Hippolyte Sardin                           |             | Maire d'Arcis-sur-Aube                                                                                      |
|                                          |                  |                                            |             | |
|                                          | 1882 (décès)     | M. Gossement                               |             | Médecin à Arcis-sur-Aube                                                                                    |
|                                          |                  |                                            |             | |
|                                          | 1899 (démission) | Pierre-Emile Cousin (1841-1925)            | Républicain | Agriculteur à Arcis-sur-Aube                                                                                |
|                                          |                  |                                            |             | |
| 1919                                     |                  | Hébert Asport                              |             | Conseiller municipal d'Arcis-sur-Aube, Président du Conseil d'arrondissement                                |
| 1919                                     |                  | Aristide Robert                            | Radical     | Médecin, maire de Mailly                                                                                    |
| 1919                                     | 1931             | Henri Debelle                              |             | Agriculteur, maire de Montsuzain                                                                            |
| 1931                                     |                  | Nicolas Bordier                            | Radical     | Maire de Champigny-sur-Aube                                                                                 |
| 1940                                     |                  |                                            |             | Les conseils d'arrondissement ont été suspendus par la loi du 12 octobre 1940 et n'ont jamais été réactivés |
| Les données manquantes sont à compléter. |                  |                                            |             | |

### Conseillers généraux de 1833 à 2015
| Période | Période      | Identité                                                                  | Étiquette            | Qualité |
| ------- | ------------ | ------------------------------------------------------------------------- | -------------------- | --- |
| 1833    | 1839 (décès) | Comte Pierre Arnauld de La Briffe                                         | Bonapartiste         | Officier Pair de France Chambellan de Napoléon Ier Député (1815-1821, 1828-1832) Propriétaire à Arcis-sur-Aube |
| 1839    | 1852         | Constantin Doulet (1793-?)                                                |                      | Juge de paix à Arcis-sur-Aube                                                                                  |
| 1852    | 1861 (décès) | Marquis Camille Pierre de Labriffe (fils de P.A.de La Briffe) (1818-1861) |                      | Propriétaire à Arcis-sur-Aube                                                                                  |
| 1861    | 1864         | Baron Auguste Godard d'Aucour de Plancy                                   | Majorité dynastique  | Ancien écuyer du Prince Jérôme Secrétaire d'ambassade Propriétaire à Plancy Député (1849-1851, 1861-1870)      |
| 1864    | 1898 (décès) | Comte Ernest Armand                                                       | Conservateur Libéral | Ministre plénipotentiaire de France à Lisbonne Propriétaire à Arcis-sur-Aube Député (1889-1893)                |
| 1899    | 1913         | Pierre-Emile Cousin (1841-1925)                                           | Républicain          | Agriculteur à Arcis-sur-Aube, conseiller d'arrondissement                                                      |
| 1913    | 1918 (décès) | Henry Cochard (1869-1918)                                                 | RG                   | Notaire, maire d'Arcis-sur-Aube                                                                                |
| 1918    | 1919         | siège vacant                                                              |                      | |
| 1919    | 1925         | Théophile Janot (1867-1927)                                               | RG                   | Fabricant de ganterie à Arcis-sur-Aube                                                                         |
| 1925    | 1927 (décès) | Henri Castillard                                                          | UP                   | Magistrat Député (1893-1909) Sénateur (1909-1927)                                                              |
| 1927    | 1931         | Marie-Albert Jacob                                                        | FR                   | Médecin à Arcis-sur-Aube                                                                                       |
| 1931    | 1934 (décès) | Auguste Godier (1884-1934)                                                | Rad.                 | Négociant en vins et cidres à Arcis-sur-Aube                                                                   |
| 1934    | 1940         | Charles Simonnot (1873-1964)                                              | PAPF URD             | Agriculteur Maire d'Herbisse                                                                                   |
|         |              |                                                                           |                      | |
| 1943    | 1945         | Gérard Destruels                                                          | ?                    | Médecin Maire d'Arcis-sur-Aube Nommé conseiller départemental en 1943                                          |
|         |              |                                                                           |                      | |
| 1945    | 1969 (décès) | Fernand Mauclaire (1902-1969)                                             | Rad.-RGR             | Négociant en grains à Arcis-sur-Aube                                                                           |
| 1969    | 1992         | Robert Piat                                                               | Centriste puis UDF   | Président national des déportés du travail Maire d'Arcis-sur-Aube                                              |
| 1992    | 2004         | Serge Lardin                                                              | UDF puis UMP         | Assureur Maire d'Arcis-sur-Aube depuis 1989                                                                    |
| 2004    | 2010 (décès) | Joseph Gradassi                                                           | DVD-UMP              | Chef d'entreprise à Arcis-sur-Aube                                                                             |
| 2010    | 2011         | Christian Lasvigne                                                        | MoDem                | Médecin généraliste Maire-adjoint de Voué                                                                      |
| 2011    | 2015         | Jean-Marie Merlin                                                         | NC-UDI               | Agriculteur Maire de Torcy-le-Grand                                                                            |

### Conseillers départementaux à partir de 2015
| Période élective | Période élective | Mandat | Mandat   | Identité      | Nuance | Nuance | Qualité                                                                         |
| ---------------- | ---------------- | ------ | -------- | ------------- | ------ | ------ | ------------------------------------------------------------------------------- |
| 2015             | 2021             | 2015   | 2021     | Guy Bernier   |        | UDI    | Agriculteur - Maire de Vaucogne Ancien conseiller général du Canton de Ramerupt |
| 2015             | 2021             | 2015   | 2021     | Solange Gaudy |        | LR     | Maire du Chêne Présidente de la Communauté de Communes                          |
| 2021             | 2028             | 2021   | en cours | Guy Bernier   |        | UDI    | Conseiller sortant                                                              |
| 2021             | 2028             | 2021   | en cours | Annie Soucat  |        | DVD    | Conseillère municipale d'Arcis-sur-Aube                                         |

#### Élections de mars 2015
À l'issue du premier tour des élections départementales de 2015, deux binômes sont en ballottage : Guy Bernier et Solange Gaudy (DVD, 37,23 %) et Jordan Guitton et Morgane Mauclair (FN, 34,39 %). Le taux de participation est de 55,75 % (5 749 votants sur 10 313 inscrits) contre 50,14 % au niveau départemental et 50,17 % au niveau national.
Au second tour, Guy Bernier et Solange Gaudy (DVD) sont élus avec 60,18 % des suffrages exprimés et un taux de participation de 55,58 % (3 263 voix pour 5 732 votants et 10 313 inscrits).

#### Élections de juin 2021
Le premier tour des élections départementales de 2021 est marqué par un très faible taux de participation (33,26 % au niveau national). Dans le canton d'Arcis-sur-Aube, ce taux de participation est de 38,56 % (4 057 votants sur 10 520 inscrits) contre 32,18 % au niveau départemental. À l'issue de ce premier tour, deux binômes sont en ballottage : Guy Bernier et Annie Soucat (DVD, 35,93 %) et Jordan Guitton et Angélique Ranc (RN, 32,47 %).
Le second tour des élections est marqué une nouvelle fois par une abstention massive équivalente au premier tour. Les taux de participation sont de 34,3 % au niveau national, 32,31 % dans le département et 38,36 % dans le canton d'Arcis-sur-Aube. Guy Bernier et Annie Soucat (DVD) sont élus avec 61,81 % des suffrages exprimés (2 374 voix pour 4 031 votants et 10 509 inscrits),,.

## Composition

### Composition avant 2015
Le canton d'Arcis-sur-Aube regroupait vingt-deux communes.
| Nom                         | Code Insee | Codepostal | Superficie (km2) | Population (dernière pop. légale) | Densité (hab./km2) |
| --------------------------- | ---------- | ---------- | ---------------- | --------------------------------- | ------------------ |
| Arcis-sur-Aube (chef-lieu)  | 10006      | 10700      | 9,49             | 2 975 (2012)                      | 313                |
| Allibaudières               | 10004      | 10700      | 24,13            | 261 (2012)                        | 11                 |
| Aubeterre                   | 10015      | 10150      | 11,66            | 293 (2012)                        | 25                 |
| Champigny-sur-Aube          | 10077      | 10700      | 6,71             | 94 (2012)                         | 14                 |
| Charmont-sous-Barbuise      | 10084      | 10150      | 38,33            | 1 046 (2012)                      | 27                 |
| Le Chêne                    | 10095      | 10700      | 21,01            | 307 (2012)                        | 15                 |
| Feuges                      | 10149      | 10150      | 10,99            | 291 (2012)                        | 26                 |
| Herbisse                    | 10172      | 10700      | 22,04            | 176 (2012)                        | 8                  |
| Mailly-le-Camp              | 10216      | 10230      | 42,70            | 1 787 (2012)                      | 42                 |
| Montsuzain                  | 10256      | 10150      | 19,62            | 392 (2012)                        | 20                 |
| Nozay                       | 10269      | 10700      | 15,75            | 141 (2012)                        | 9                  |
| Ormes                       | 10272      | 10700      | 10,14            | 198 (2012)                        | 20                 |
| Poivres                     | 10293      | 10700      | 42,51            | 149 (2012)                        | 3,5                |
| Pouan-les-Vallées           | 10299      | 10700      | 16,61            | 532 (2012)                        | 32                 |
| Saint-Étienne-sous-Barbuise | 10338      | 10700      | 10,84            | 144 (2012)                        | 13                 |
| Saint-Remy-sous-Barbuise    | 10361      | 10700      | 15,57            | 203 (2012)                        | 13                 |
| Semoine                     | 10369      | 10700      | 22,55            | 228 (2012)                        | 10                 |
| Torcy-le-Grand              | 10379      | 10700      | 7,54             | 440 (2012)                        | 58                 |
| Torcy-le-Petit              | 10380      | 10700      | 7,29             | 81 (2012)                         | 11                 |
| Villette-sur-Aube           | 10429      | 10700      | 7,28             | 261 (2012)                        | 36                 |
| Villiers-Herbisse           | 10430      | 10700      | 26,44            | 88 (2012)                         | 3,3                |
| Voué                        | 10442      | 10150      | 13,25            | 621 (2012)                        | 47                 |

### Composition à partir de 2015
Le nouveau canton d'Arcis-sur-Aube comprend quarante-sept communes entières.
| Nom                                    | Code Insee | Intercommunalité                     | Superficie (km2) | Population (dernière pop. légale) | Densité (hab./km2) | Modifier                                    |
| -------------------------------------- | ---------- | ------------------------------------ | ---------------- | --------------------------------- | ------------------ | ------------------------------------------- |
| Arcis-sur-Aube (bureau centralisateur) | 10006      | CC d'Arcis, Mailly, Ramerupt         | 9,49             | 2 779 (2022)                      | 293                | modifier les données · modifier les données |
| Allibaudières                          | 10004      | CC d'Arcis, Mailly, Ramerupt         | 24,13            | 211 (2022)                        | 8,7                | modifier les données · modifier les données |
| Aubeterre                              | 10015      | CA Troyes Champagne Métropole        | 11,66            | 391 (2022)                        | 34                 | modifier les données · modifier les données |
| Avant-lès-Ramerupt                     | 10021      | CC Forêts, Lacs, Terres en Champagne | 20,77            | 156 (2022)                        | 7,5                | modifier les données · modifier les données |
| Brillecourt                            | 10065      | CC d'Arcis, Mailly, Ramerupt         | 5,73             | 87 (2022)                         | 15                 | modifier les données · modifier les données |
| Champigny-sur-Aube                     | 10077      | CC d'Arcis, Mailly, Ramerupt         | 6,71             | 95 (2022)                         | 14                 | modifier les données · modifier les données |
| Charmont-sous-Barbuise                 | 10084      | CC Forêts, Lacs, Terres en Champagne | 38,33            | 1 039 (2022)                      | 27                 | modifier les données · modifier les données |
| Chaudrey                               | 10091      | CC d'Arcis, Mailly, Ramerupt         | 13,68            | 140 (2022)                        | 10                 | modifier les données · modifier les données |
| Le Chêne                               | 10095      | CC d'Arcis, Mailly, Ramerupt         | 21,01            | 280 (2022)                        | 13                 | modifier les données · modifier les données |
| Coclois                                | 10101      | CC d'Arcis, Mailly, Ramerupt         | 6,92             | 171 (2022)                        | 25                 | modifier les données · modifier les données |
| Dampierre                              | 10121      | CC d'Arcis, Mailly, Ramerupt         | 29,36            | 343 (2022)                        | 12                 | modifier les données · modifier les données |
| Dommartin-le-Coq                       | 10127      | CC d'Arcis, Mailly, Ramerupt         | 6,34             | 53 (2022)                         | 8,4                | modifier les données · modifier les données |
| Dosnon                                 | 10130      | CC d'Arcis, Mailly, Ramerupt         | 28,69            | 99 (2022)                         | 3,5                | modifier les données · modifier les données |
| Feuges                                 | 10149      | CA Troyes Champagne Métropole        | 10,99            | 332 (2022)                        | 30                 | modifier les données · modifier les données |
| Grandville                             | 10167      | CC d'Arcis, Mailly, Ramerupt         | 9,24             | 87 (2022)                         | 9,4                | modifier les données · modifier les données |
| Herbisse                               | 10172      | CC d'Arcis, Mailly, Ramerupt         | 22,04            | 150 (2022)                        | 6,8                | modifier les données · modifier les données |
| Isle-Aubigny                           | 10174      | CC d'Arcis, Mailly, Ramerupt         | 18,76            | 171 (2022)                        | 9,1                | modifier les données · modifier les données |
| Lhuître                                | 10195      | CC d'Arcis, Mailly, Ramerupt         | 35,82            | 271 (2022)                        | 7,6                | modifier les données · modifier les données |
| Longsols                               | 10206      | CC Forêts, Lacs, Terres en Champagne | 12,61            | 132 (2022)                        | 10                 | modifier les données · modifier les données |
| Luyères                                | 10210      | CC Forêts, Lacs, Terres en Champagne | 17,37            | 460 (2022)                        | 26                 | modifier les données · modifier les données |
| Mailly-le-Camp                         | 10216      | CC d'Arcis, Mailly, Ramerupt         | 42,70            | 2 012 (2022)                      | 47                 | modifier les données · modifier les données |
| Mesnil-la-Comtesse                     | 10235      | CC d'Arcis, Mailly, Ramerupt         | 0,95             | 56 (2022)                         | 59                 | modifier les données · modifier les données |
| Mesnil-Lettre                          | 10236      | CC d'Arcis, Mailly, Ramerupt         | 8,89             | 58 (2022)                         | 6,5                | modifier les données · modifier les données |
| Montsuzain                             | 10256      | CA Troyes Champagne Métropole        | 19,62            | 396 (2022)                        | 20                 | modifier les données · modifier les données |
| Morembert                              | 10257      | CC d'Arcis, Mailly, Ramerupt         | 2,50             | 29 (2022)                         | 12                 | modifier les données · modifier les données |
| Nogent-sur-Aube                        | 10267      | CC d'Arcis, Mailly, Ramerupt         | 16,03            | 311 (2022)                        | 19                 | modifier les données · modifier les données |
| Nozay                                  | 10269      | CC d'Arcis, Mailly, Ramerupt         | 15,75            | 156 (2022)                        | 9,9                | modifier les données · modifier les données |
| Ormes                                  | 10272      | CC d'Arcis, Mailly, Ramerupt         | 10,14            | 168 (2022)                        | 17                 | modifier les données · modifier les données |
| Ortillon                               | 10273      | CC d'Arcis, Mailly, Ramerupt         | 8,02             | 22 (2022)                         | 2,7                | modifier les données · modifier les données |
| Poivres                                | 10293      | CC d'Arcis, Mailly, Ramerupt         | 42,51            | 156 (2022)                        | 3,7                | modifier les données · modifier les données |
| Pouan-les-Vallées                      | 10299      | CC d'Arcis, Mailly, Ramerupt         | 16,61            | 503 (2022)                        | 30                 | modifier les données · modifier les données |
| Pougy                                  | 10300      | CC Forêts, Lacs, Terres en Champagne | 8,96             | 266 (2022)                        | 30                 | modifier les données · modifier les données |
| Ramerupt                               | 10314      | CC d'Arcis, Mailly, Ramerupt         | 13,60            | 415 (2022)                        | 31                 | modifier les données · modifier les données |
| Saint-Étienne-sous-Barbuise            | 10338      | CC d'Arcis, Mailly, Ramerupt         | 10,84            | 175 (2022)                        | 16                 | modifier les données · modifier les données |
| Saint-Nabord-sur-Aube                  | 10354      | CC d'Arcis, Mailly, Ramerupt         | 8,55             | 140 (2022)                        | 16                 | modifier les données · modifier les données |
| Saint-Remy-sous-Barbuise               | 10361      | CC d'Arcis, Mailly, Ramerupt         | 15,57            | 254 (2022)                        | 16                 | modifier les données · modifier les données |
| Semoine                                | 10369      | CC d'Arcis, Mailly, Ramerupt         | 22,55            | 219 (2022)                        | 9,7                | modifier les données · modifier les données |
| Torcy-le-Grand                         | 10379      | CC d'Arcis, Mailly, Ramerupt         | 7,54             | 441 (2022)                        | 58                 | modifier les données · modifier les données |
| Torcy-le-Petit                         | 10380      | CC d'Arcis, Mailly, Ramerupt         | 7,29             | 72 (2022)                         | 9,9                | modifier les données · modifier les données |
| Trouans                                | 10386      | CC d'Arcis, Mailly, Ramerupt         | 29,75            | 203 (2022)                        | 6,8                | modifier les données · modifier les données |
| Vaucogne                               | 10398      | CC d'Arcis, Mailly, Ramerupt         | 16,51            | 71 (2022)                         | 4,3                | modifier les données · modifier les données |
| Vaupoisson                             | 10400      | CC d'Arcis, Mailly, Ramerupt         | 10,79            | 127 (2022)                        | 12                 | modifier les données · modifier les données |
| Verricourt                             | 10405      | CC d'Arcis, Mailly, Ramerupt         | 6,93             | 60 (2022)                         | 8,7                | modifier les données · modifier les données |
| Villette-sur-Aube                      | 10429      | CC d'Arcis, Mailly, Ramerupt         | 7,28             | 252 (2022)                        | 35                 | modifier les données · modifier les données |
| Villiers-Herbisse                      | 10430      | CC d'Arcis, Mailly, Ramerupt         | 26,44            | 82 (2022)                         | 3,1                | modifier les données · modifier les données |
| Vinets                                 | 10436      | CC d'Arcis, Mailly, Ramerupt         | 9,17             | 187 (2022)                        | 20                 | modifier les données · modifier les données |
| Voué                                   | 10442      | CC d'Arcis, Mailly, Ramerupt         | 13,25            | 696 (2022)                        | 53                 | modifier les données · modifier les données |
| Canton d'Arcis-sur-Aube                | 1002       |                                      | 748,39           | 14 974 (2022)                     | 20                 | modifier les données                        |

## Démographie

### Démographie avant 2015
| 1962  | 1968  | 1975  | 1982  | 1990  | 1999  | 2006  | 2011   | 2012   |
| ----- | ----- | ----- | ----- | ----- | ----- | ----- | ------ | ------ |
| 8 409 | 8 863 | 9 022 | 9 284 | 8 825 | 8 804 | 9 760 | 10 587 | 10 708 |

### Démographie depuis 2015
En 2022, le canton comptait 14 974 habitants, en évolution de +2,4 % par rapport à 2016 (Aube : +0,7 %, France hors Mayotte : +2,11 %).
| 2013   | 2018   | 2022   |
| ------ | ------ | ------ |
| 14 904 | 14 875 | 14 974 |